# 名簿 (名札)
名簿（みょうぶ/なづき・名符）とは、古代日本において自己の官位姓名を書き記した名札のこと。名乗りの「二字」を用いたことから二字という俗称も用いられた。
元は今日の名簿（めいぼ）と同様の一覧形式のものであったらしく、『延喜式』大学寮式に学生の名簿の作成と点検を義務付けた規定がある。その後、下級官人や地方豪族の子弟が官途に就いたり、上級貴族の家人となる際に、予め自己の姓名・官位・年月日などを記した名札を持参して仕える相手先である官司・主人に提出を行うようになり、こうした名札を名簿と呼んで従属の証とした。これを名簿捧呈（めいぼほうてい）と呼ぶ。名簿の捧呈を行うということは今日における履歴書の提出というような意味合いよりも、自己の肉体・精神・身分といった全てのものを提出した相手に捧げるという一種の呪術的な意味が存在しており、名簿の提出者を強く心理的に拘束した。
主従関係を結ぶ際には、名簿捧呈と主人への謁見の儀である見参（けざん）の儀が一括して行われ、特に武士が主従関係を結ぶ際には欠く事の出来ない行事であった。だが、中世に入ると儀式は簡略化されて、鎌倉幕府においては御家人が自分たちの名字を列挙した交名注進を将軍に提出することで名簿捧呈の替わりとされ、一般の武士間では見参の儀のみを行って名簿捧呈を省くようになっていった。